# Monnaie du royaume de France
 (avril 2014).
L'objectif de la politique monétaire sous l'Ancien Régime était d'optimiser les financements de l’État royal. Deux stratégies s'offraient à lui.
- La manipulation de la valeur des monnaie(s) (on parle de cours forcé des monnaies métalliques lorsque le souverain monétaire impose leur circulation pour une valeur supérieure à leur valeur métallique intrinsèque) ou de la convertibilité des espèces métalliques à travers la politique du seigneuriage.
- L'accroissement de la quantité des espèces métalliques en circulation : c'est le principe du mercantilisme monétaire.

## Le seigneuriage
Le système de règlement finança le Trésor royal par le mécanisme du seigneuriage, qui contribua beaucoup à la constitution du royaume à travers les guerres et les conflits internes, tout en fournissant à la numismatique française ses plus beaux documents à travers le foisonnement des types monétaires.
Le financement du Trésor royal sous l'Ancien Régime a été assuré au moyen de trois grands instruments :
- la politique fiscale : l'impôt légalisé par les états généraux (exemple : la taille) ; l'impôt forcé par mainmise sur les richesses privées au moyen des guerres ou de la spoliation (des templiers, des juifs, des lombards, etc.).
- la politique financière : recours à la dette.
- la politique monétaire : le seigneuriage, produisant un revenu lié au pouvoir régalien de l'État de battre monnaie.

Le seigneuriage fut un instrument de financement privilégié du Trésor royal. Son utilisation pouvait s'expliquer par les limites inhérentes à la politique financière ou à la politique fiscale.
- l'impôt nécessitait bien souvent l'approbation d'états généraux et la mise en place d'un lourd édifice administratif,
- le recours à la dette était limité par la hausse des taux d'intérêt sous forme de prime de risque liée aux anticipations des futures mutations monétaires, encore accrue par la défiance envers le pouvoir royal après les spoliations de plusieurs catégories de créanciers.

### Les formes du seigneuriage
Le seigneuriage du droit de battre monnaie.
Le droit de battre monnaie générait un gain de monopole (G) égal à la différence entre le prix de marché du métal et la valeur tournois légale du métal frappé moins les coûts de frappe.
G = valeur tournois du métal - (prix de marché du métal + couts frappe)
Le seigneuriage par refonte des espèces.
Refonte des espèces des types monétaires en circulation ⇒ Stockage du métal dans le Trésor Royal ⇒ Frappe des nouvelles espèces métalliques au nouveau type monétaire ⇒ plus-value immédiate (en livres tournois) correspondant au taux de dévaluation de la valeur des monnaies ayant cours légal.
Une variante du seigneuriage par refonte, était le seigneuriage par édit royal : identique par ses effets, il économisait en plus le droit de brassage (égal aux coûts de refonte et de frappe). En effet, l'absence de valeur faciale sur les monnaies d'Ancien Régime jusqu'en 1789, facilitait considérablement les manipulations monétaires.
Le processus était le suivant : Stockage des espèces métalliques ⇒ Publication d'un édit royal ordonnant la mutation monétaire ⇒ déstockage et mise en circulation des espèces pour leur nouvelle valeur. 
Dans les deux cas, la plus-value de seigneuriage (S) est égale à :
S = Valeur Stock en lt après mutation - Valeur stock en lt avant mutation - (coûts de refonte + coûts de frappe)
Le seigneuriage de dévalorisation de la dette.
Les dettes libellées en livres tournois étaient dévaluées (en poids d'or et d'argent) ⇒ diminution de la valeur (or et argent) des remboursements. 
Exemple : une dévaluation de 10 % de la livre tournois permettait de compenser une augmentation de la dette de l’État de 11 %. En 1720, les mutations monétaires divisèrent par deux la valeur en or de la dette de l'État (3 milliards de livres tournois).
L'efficacité de la politique de seigneuriage, mesurée par l'optimisation de la rente de seigneuriage S était fortement liée au maintien du secret de la décision et à son caractère discrétionnaire dans le temps. Les mutations monétaires répétées et régulières étaient anticipées et leurs effets (sur S) diminués par la thésaurisation.

### Évolution du seigneuriage entre le Moyen Âge et l'époque moderne
Entre 1262 et le XIVe siècle, la rente de seigneuriage a été centralisée par la reprise du monopole de la frappe par le pouvoir royal.
En 1262, Saint Louis pose le principe de la convertibilité élargie au royaume, de la monnaie frappée par le Roi et de la convertibilité limitée à leurs provinces des monnaies frappées par ses vassaux. Au XVIe siècle, le monopole de frappe par le Roi est quasiment généralisé.
Dès le règne de Philippe le Bel (fin du XIIIe siècle) et jusqu'en 1726, le seigneuriage a été fréquemment utilisé avec des périodes paroxystiques. Entre 1337 et 1360, dans les 23 premières années de la guerre de Cent Ans, 85 mutations furent opérées (1 tous les 3 mois en moyenne). En 1360, elles accélérèrent au rythme d'une mutation toutes les trois semaines. En 1349, les mutations monétaires représentaient 2/3 des revenus de l'État. Entre 1715 et 1726 : 10 mutations monétaires. Entre le 1er juillet 1720 et le 30 septembre 1720, 6 mutations sont opérées (1 toutes les 2 semaines), sur un rythme encore plus rapide qu'au pire de la crise monétaire de la guerre de Cent Ans.

### Les limites de la politique de seigneuriage
- Une hausse des taux d’intérêt liée à une prime de risque (de dévaluation) accrue. Elle était le signe financier de la défiance de la Haute Finance et pouvait enclencher un mécanisme cumulatif d'endettement : hausse des taux d'intérêt ⇒ dette accrue ⇒ mutation monétaire ⇒ hausse des taux d'intérêt ...
- Une thésaurisation des espèces métalliques, liée aux anticipations de plus-values. Le petit peuple anticipait les mutations monétaires et se comportait tel le Pouvoir royal en essayant de capter une partie de la rente de seigneuriage. La thésaurisation ralentissait la circulation monétaire et handicapait les échanges.

La Loi de Gresham est une tentative de compréhension des effets des mutations par les contemporains eux-mêmes. Ainsi, Thomas Gresham constatait que les monnaies de mauvais aloi remplaçaient les bonnes monnaies (i.e. de bon aloi) dans la circulation monétaire.
- La disparition des espèces métalliques était notamment due à l'action du pouvoir politique qui en tentant d'imposer une parité fixe à des monnaies qui n'ont pas des valeurs identiques sur le marché incitait de fait les utilisateurs à garder les plus belles pièces et à échanger celles de moindre valeur au taux officiel.
- Le rognage des espèces métalliques : une partie du métal était limé sur les espèces en circulation, pour être accumulé et fondu en de nouvelles espèces métalliques. Il aboutissait à une baisse des espèces en circulation et donc, au même effet que la thésaurisation sur l'activité économique. Il obéissait au même comportement de captation privée d'une quote-part du seigneuriage. Les innovations technologiques dans la frappe des monnaies eurent en particulier pour objectif de rendre plus difficile le rognage (comme la frappe des tranches des espèces métalliques).
- Une défiance accrue dans le pouvoir royal (en 1295, Philippe le Bel était surnommé le roi faux-monnayeur) et l'augmentation de la violence sociale et politique : les jacqueries et révoltes des XIVe - XVIIe siècles, finirent par se transformer en Révolution, en 1789.

En 1356, Nicolas d'Oresme avait bien vu le danger et réclamait : "une forte et bonne monnaie d'or et d'argent, une monnaie stable qui puisse demeurer en un estat le plus longuement que l'on puisse". En constatant les effets ravageurs des mutations monétaires, il en conclût que la monnaie n'appartenait pas au Prince mais était un bien commun.

## Mercantilisme monétaire
L'objectif mercantiliste dans sa version monétaire était d'accroître le stock des espèces métalliques en circulation dans le royaume, avec comme objectif final, d'accroître l'activité économique et donc, l'assiette fiscale. L'objectif secondaire était aussi de diminuer les taux d'intérêt et donc le coût de la ressource financière pour l'investissement privé et le financement du budget royal.
Cette relation entre la quantité de monnaie et la croissance a été très controversée dès le XVIe siècle (cf. querelle entre Jean Bodin et M. de Malestroit). Elle le reste aujourd'hui encore.
Les instruments du mercantilisme monétaire étaient nombreux et variés :
- technique des édits somptuaires, consistant à obliger les ordres religieux et les particuliers à convertir en espèces métalliques, leurs objets en métal précieux.
- interdiction des sorties de métal par un contrôle des changes
- arsenal du mercantilisme économique, visant à améliorer le solde commercial (protectionnisme, incitation à l'investissement, etc.)

L'utilisation de la monnaie papier peut aussi être rangée dans les outils mercantilistes. Toutefois, les expériences sous Louis XIV, avec le système de Law et même les assignats, mal conduites, ont abouti à des échecs retentissants.
Le changement du type monétaire était la forme par excellence de la politique monétaire du pouvoir Royal, comme lors des réformes monétaires accompagnées d'un changement des équivalences métalliques de la Livre. Toutefois, une modification des équivalences pouvait aussi être décidée sans que le type monétaire en circulation n’en fût modifié. Par ailleurs, le type monétaire pouvait changer sans modification des équivalences métalliques. Dans ce cas, il symbolisait la continuité de la politique monétaire :
- lors d'un changement de règne ou de régime politique (transition révolutionnaire)
- à l'occasion du changement de la physionomie du monarque.

Les réformes monétaires s'accompagnaient souvent d'une refonte des types monétaires précédents. Sous le règne de Louis XIV (4) et de Louis XV (2), six réformations monétaires ont eu lieu et consistaient à économiser les coûts de refonte en procédant à une surfrappe du nouveau type monétaire sur l'ancien.
Les périodes de fabrication du type monétaire se superposent parfois. En effet, la production étant assurée par plusieurs ateliers monétaires, elle pouvait cesser pour l'Atelier de Paris et être autorisée à se poursuivre dans quelques ateliers de province.
Le système monétaire de l’Ancien Régime a connu plusieurs systèmes de monnaies de règlement.

### Avant l'Ancien Régime, 781-XIIIesiècle: mono-métallisme argent du denier

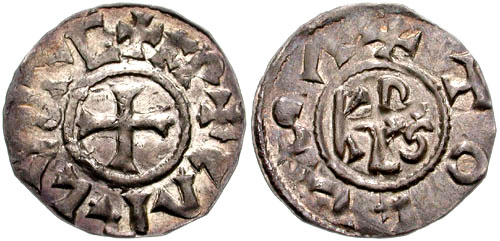
Denier de Charlemagne.

Avant l'Ancien Régime, le type monétaire emblématique de ce système fut le denier d’argent de Charlemagne. Le nouveau système de règlement répondait au besoin d'unifier la circulation des espèces monétaires dans l'Empire. Le choix de l'argent était dicté par l'abondance de ce métal et la rareté de l'or.

### XIIIesiècle- 1679: bi-métallisme écu d’or / denier d'argent
Le type monétaire emblématique de ce système était l’écu de Louis IX de France (dit "Saint Louis"). Avec sa représentation de l'écu de France, symbole de l'unification du royaume en cours, cette monnaie devait rester l'étalon de référence jusqu'au XVIIe siècle.

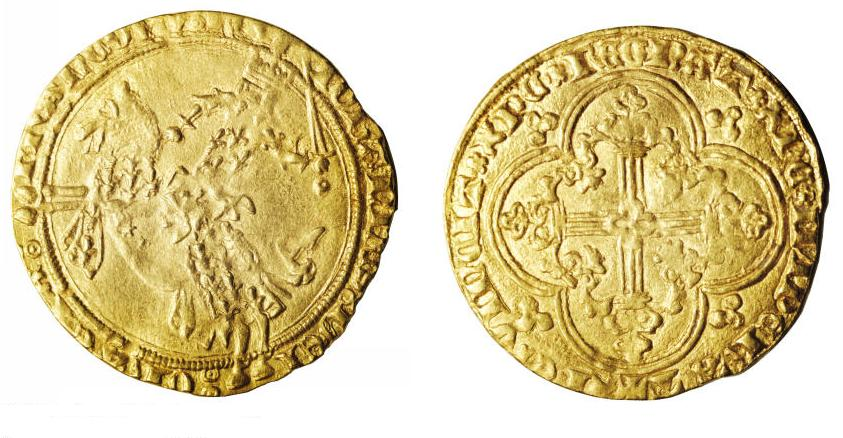
Franc d'or à cheval, Jean II (1360).

En 1360, apparut un nouveau type monétaire : le franc, destiné à payer la rançon de 3 millions d’écus due à l’Angleterre pour rendre « franc » Jean II de France (dit « le bon »), capturé quelques années auparavant. 
Le premier franc dit « franc à cheval » fut frappé en or et son cours légal fixé à 1 Livre Tournois. Ce franc n’était qu’un nouveau type, une nouvelle déclinaison de l’écu d’or et ne préfigurait en aucune manière la décimalisation du système de compte, qui devait survenir 435 ans plus tard.
Types monétaires du système écu d'or/denier d'argent de 1260 à 1679. Le tableau recense tous les types monétaires en or désignés sous le terme générique d'écu. Il recouvre donc des types de monnaies d'or dont la dénomination peut être différente des types monétaires dits "à l'écu", en référence à l'écu de France gravé à l'avers.

### 1640-1795: bi-métallisme louis d’or / écu d’argent

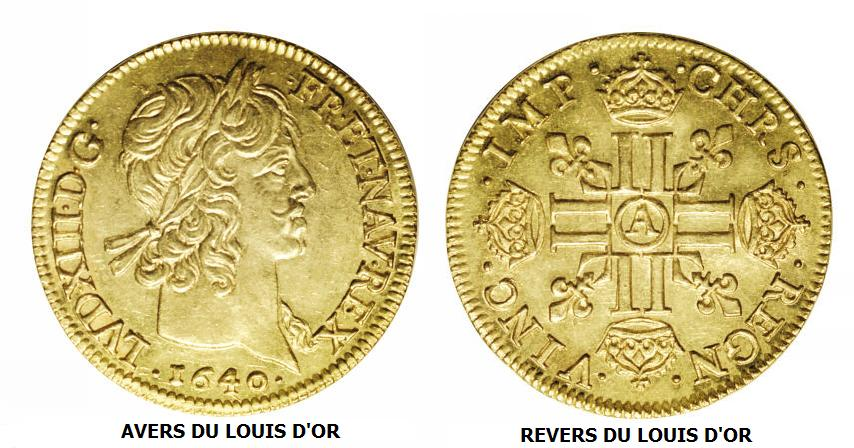
Louis d'or, par Jean Warin (1640).

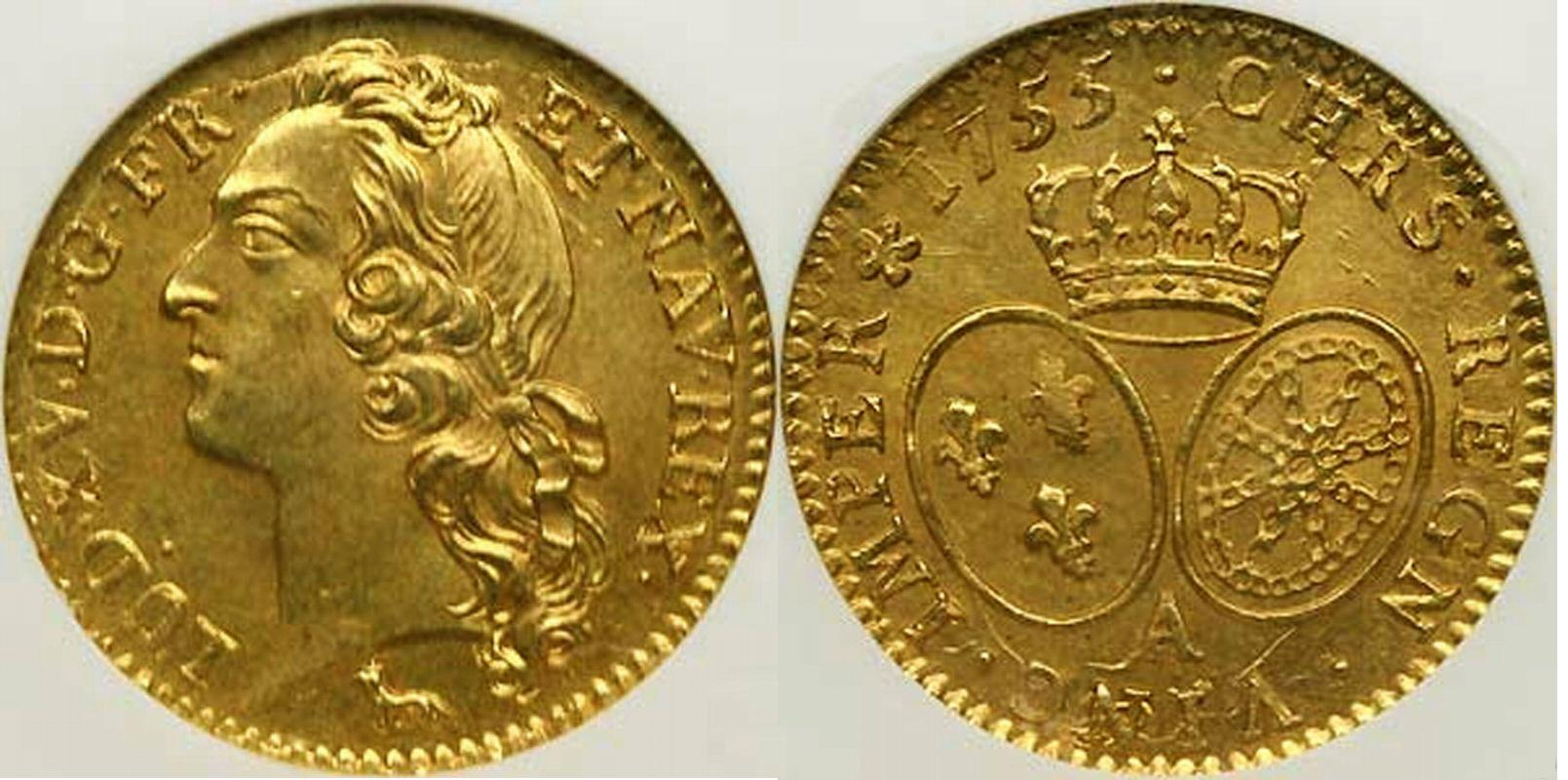
Louis au bandeau, par Joseph Charles Roëttiers (1755).

Le type monétaire fondateur de ce système est le Louis d’Or à la mèche longue de Louis XIII et l’écu d’argent aux poinçons du graveur Jean Warin.
À partir de 1640, l'écu désigna une pièce d'argent. Cette appellation survécut à la Révolution : on continua ainsi à parler d'écu à propos de la pièce de 5 francs en argent.
Si la figuration du souverain sur les monnaies remplaçait le symbole d’unification nationale qu’était l’écu de France sur le premier type monétaire du louis d’or, les deux coexistèrent sur de nombreux autres types monétaires postérieurs. Néanmoins, la figuration systématique du souverain sur les espèces symbolisait mieux que tout autre, la centralisation du pouvoir entre les mains du monarque absolu (les premières figurations du souverain apparurent sous Louis XII, à la fin du XVe siècle, mais elles ne furent pas systématisées).

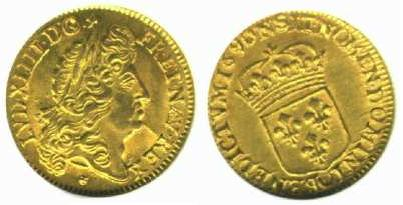
Louis à l'écu, par Joseph Roëttiers (1690).

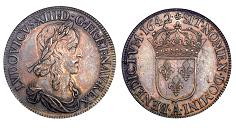
Écu d'argent, par Jean Warin (1642).

La Révolution française substitua le système décimal au système duodécimal. Mais derrière ce changement, la continuité du système de règlements frappe l'historien des monnaies. Le système resta en effet à base de bimétallisme et le poids en or fin de l'unité de compte, le franc or, resta proche de celui de l'unité de compte précédente, la livre tournois, jusqu'en 1914. Mieux encore, le système bimétalliste français fit des adeptes au travers de l'union monétaire latine et faillit devenir la base du système monétaire international.

## Le cours forcé et la convertibilité
À partir de 1262, le cours forcé de la valeur de chaque monnaie de règlement correspondant à un type monétaire était défini par trois paramètres.
- Le poids (i.e. la masse) du métal contenu dans la monnaie de règlement exprimé en marc de poids de marc (1 marc = 244,7 grammes environ et 1 livre de poids de marc = 2 marcs)
- Le titre (i.e. l'aloi) du métal de la monnaie de règlement défini en carats (1 carat = 1/24e)
- La valeur en livre tournois

Exemple : la valeur du Louis était fixé par l'édit du 31 mars 1640 à 10 livres tournois pour une taille de 36 1/4 louis dans un lingot d'or d'un poids de marc de Paris et un aloi de 22 carats, ce qui correspondait à un poids de 0,619 grammes d'or pur pour une livre tournois.
En effet, 10 lt = (244,7 * 1/36,25) * 22/24 grammes d'or.
Donc, 1 lt = 6,188 / 10 = 0,619 grammes d'or pur (à 24 carats)
Le cours forcé fixait donc, en même temps, le cotation officielle des métaux et de l'unité de compte, la livre tournois.

### Liberté de frappe, convertibilité et bimétallisme
Le cours forcé de la livre tournois était défini en or et en argent. C'est pourquoi le système monétaire était un système à base de bimétallisme. Le rapport entre les deux quantités de métal (l'or et l'argent) définissait un ratio de conversion de l'or en argent, qui a varié entre 14 et 15,5 grammes d'argent pur pour 1 gramme d'or pur sous l'Ancien Régime.
Le système monétaire de l'Ancien Régime était fondé sur la liberté de frappe des métaux en espèces métalliques et sur la convertibilité entre les métaux : une quantité donnée de métal (par exemple l'or) pouvait être apportée à la frappe pour obtenir des espèces métalliques dans le même métal (l'or) ou dans l'autre métal (l'argent), selon le cours forcé en vigueur.

### Les manipulations de la valeur des monnaies
En théorie, la modification du cours forcé de la livre tournois en métal précieux pouvait être opérée de 14 façons différentes, selon que la dévaluation ou la réévaluation était recherchée. Une dévaluation ou une réévaluation pouvait donc être théoriquement obtenue de 7 façons différentes.
Variation de la valeur tournois exclusivement.
Les dévaluations de ce type étaient en fait appelées des augmentations. Typiquement, les six réformations de 1690, 1693, 1701, 1704, 1715 et 1720, ont utilisé ce procédé.
Les réévaluations étaient à l'inverse, appelées des diminutions. Après le dénouement de la crise de Law, plusieurs réévaluations sont intervenues (3 en 1720, 1723 et 1726).
Variation du titre du métal.
Ce type de dévaluation a été fréquemment utilisé durant la guerre de Cent Ans. En particulier sous les règnes de Philippe VI et Jean II, où l'aloi des monnaies d'or passe de 24 à 18 carats entre 1345 et 1355. C'est à cette époque, d'ailleurs, que la Loi de Gresham est formulée. 
Les réévaluations par hausse de l'aloi auront pour but de restaurer la confiance en l'autorité monétaire (1355, 1429), taxée d'émettre de la "monnaie de mauvais aloi".
C'est la raison pour laquelle, l'aloi ne sera plus que rarement utilisé comme variable d'ajustement. Entre 1430 et 1640, il se stabilisera à 23 carats. Et, à partir du passage au système Louis d'or, en 1640, l'aloi des monnaies restera fixé à 22 carats.
Variation du poids en métal (dévaluation de 1785)
Combinaison d'augmentation de la valeur tournois avec baisse du titre (1349-1354 et 1519)
Combinaison d'augmentation de la valeur tournois avec baisse du poids (1436, 1450 et dévaluation de 1718)
Combinaison de baisse du titre et de baisse du poids
Combinaison d'augmentation de la valeur tournois avec baisse du titre et baisse du poids
Les combinaisons utilisées étaient en réalité encore plus sophistiquées pour rendre les manipulations monétaires moins transparentes aux yeux du public :
- combinaison d'augmentation de la valeur tournois sur-compensant la hausse du poids (dévaluation de 1339)
- combinaison de baisse du titre sur-compensant la hausse du poids
- combinaison d'augmentation de la valeur tournois avec baisse du titre sur-compensant la hausse du poids (réforme de 1640)

Par exemple, l'ordonnance du 20 avril 1365 ordonnait que soient fabriqués des "deniers d'or fin aux fleurs de lys (c'est alors le nom officiel du franc à pied) (...) de 64 au marc de Paris (...)". Ce qui signifiait que 64 flans étaient taillés (découpés) dans un lingot d'or d'un poids de 244,75 grammes pour être frappés par les coins au type monétaire du "franc à pied".
Par extension, les montants figurant dans les contrats, comptes et documents officiels étaient libellés en référence à l'unité de poids utilisée par les ateliers monétaires pour la frappe des monnaies.
Dès 781, le nombre de flans taillés a été défini en référence à la livre de poids (489,5 grammes). Cette livre carolingienne équivalait à +/- 409 grammes et devait rester la monnaie de compte officielle jusqu'au XIe siècle. 
Vers 1080, sous Philippe Ier de France, le nombre de flans taillés a été défini en référence au poids de marc (pesant la moitié d'une livre de poids, soit 244,75 grammes). Cette unité de poids était aussi appelée marc de Paris ou marc de Troyes ou bien encore marc parisis. Par extension, les échanges et les comptes sur les domaines de Paris et de Troyes, étaient établis en livres parisis. La livre parisis a été utilisée comme monnaie de compte officielle du domaine royal jusqu'en 1203. 
D'autres villes du Royaume, lieux d'échange et de foire actifs, disposaient de leurs propres poids de marc, comme Limoges, La Rochelle et Tours. En 1203, le rattachement de l'Anjou et de l'atelier monétaire de l'abbaye de Saint-martin de Tours au domaine royal, firent de la livre tournois, dérivée du poids de marc tournois (pesant 195,8 grammes), la monnaie de compte officielle.